# Joe Roth
Joe Roth (New York, 13 juli 1948) is een Amerikaanse filmproducent en -regisseur.

## Loopbaan
In 1976 produceerde Roth zijn eerste film, Tunnel Vision. Hij is medeoprichter van Morgan Creek Productions en hij is voorzitter geweest van 20th Century Fox (1989-1993), Caravan Pictures (1993-1994) en Walt Disney Studios (1994-2000), voordat hij in 2000 Revolution Studios oprichtte. Sinds 2007 is hij mede-eigenaar van de voetbalclub Seattle Sounders FC. Anno 2010 had hij zes films geregisseerd, waaronder de romantische komedie America's Sweethearts uit 2001.

## Filmografie (selectie)

### Als filmregisseur
- Freedomland (2006)
- Christmas with the Kranks (2004)
- America's Sweethearts (2001)
- Coupe de Ville (1990)
- Revenge of the Nerds II: Nerds in Paradise (1987)
- Streets of Gold (1986)

### Als filmproducent
- A Family Affair (2024)
- Damsel (2024)
- Alice Through the Looking Glass (2016)
- Knight and Day (2010)
- Alice in Wonderland (2010)
- Hellboy II: The Golden Army (2008)
- The Great Debaters (2007)
- Demons (televisiefilm, 2007)
- An Unfinished Life (2005)
- The Forgotten (2004)
- Mona Lisa Smile (2003)
- Hollywood Homicide (2003)
- Daddy Day Care (2003)
- Tears of the Sun (2003)
- Before and After (1996)
- While You Were Sleeping (1995)
- The Three Musketeers (1993)
- Pacific Heights (1990)
- Young Guns II (1990)
- Nightbreed (1990)
- The Exorcist III (1990)
- Enemies, A Love Story (1989)
- Renegades (1989)
- Major League (1989)
- Skin Deep (1989)
- Dead Ringers (1988)
- Young Guns (1988)
- Tunnel Vision (1976)